# Ispettore Clouseau
L'ispettore Clouseau è un personaggio immaginario della serie cinematografica della Pantera Rosa dove venne interpretato dell'attore Peter Sellers; a seguito del successo del primo film, scritto dal regista del film Blake Edwards insieme a Maurice Richlin, ne venne tratta una serie di cortometraggi a cartoni animati dove era presente una trasposizione del personaggio; ne venne fatta anche una trasposizione a fumetti.

## Storia

### Anni sessanta
Inizialmente il personaggio, interpretato dall'attore inglese Peter Sellers, avrebbe dovuto avere il volto di Peter Ustinov che però si ritirò prima dell'inizio delle riprese di La Pantera Rosa (1963), come spiegato anche nel film Tu chiamami Peter. Il protagonista del film sarebbe il personaggio di Sir Charles Lytton, interpretato nel film da David Niven, un ladro interessato a rubare il diamante "Pantera Rosa", mentre all'ispettore Clouseau sarebbe spettato il ruolo di simpatico antagonista. L'interpretazione di Peter Sellers nei panni di Clouseau, però, riscosse tale successo da portare a realizzare in pochi mesi un sequel, Uno sparo nel buio (1964) sempre diretto da Edwards, incentrato solo sulle disavventure dell'ispettore. In questo secondo film vennero aggiunti nuovi personaggi come il capo della polizia Charles Dreyfus, interpretato da Herbert Lom, e dell'assistente cinese di Clouseau, Kato (poi Cato), interpretato da Burt Kwouk, il quale viene personalmente incaricato da Clouseau di ingaggiare con lui battaglie all'ultimo sangue ogni volta che torna in casa, affinché possa sempre tenersi allenato per situazioni d'azione.
Venne realizzato poi un terzo film con il personaggio, L'infallibile ispettore Clouseau (1968) senza Blake Edwards e Peter Sellers che al tempo lavoravano al film Hollywood Party. Il personaggio venne interpretato da Alan Arkin e il film diretto da Bud Yorkin. Il film non fu un successo.
Intanto venne realizzata dal 1964 una serie di cortometraggi cinematografici a cartoni animati diretti da Edwards e incentrati sul personaggio della Pantera Rosa che compariva nei titoli di testa della serie cinematografica. In questa serie compare la trasposizione a cartoni animati del personaggio ispirata all'interpretazione di Sellers.

### Anni settanta
All'inizio degli anni settanta si pensò di produrre una serie televisiva con l'ispettore Clouseau come protagonista. Edwards intanto nel 1974 scrisse la sceneggiatura de La Pantera Rosa colpisce ancora (1975). Edwards e Sellers si ritrovarono con gli altri attori e artefici della serie (Herbert Lom, Burt Kwouk, Graham Stark, André Maranne e Henry Mancini il compositore delle celebri musiche) sul set del film, in un clima di grande collaborazione; anche Sellers mise da parte i diverbi con Edwards, diventando più collaborativo, e tornò a improvvisare gag e battute come nei loro tre film precedenti. Lo stile divenne più fumettistico, l'accento francese di Clouseau più marcato, i litigi con il suo superiore Dreyfus più accesi, i combattimenti con Cato più pericolosi e le parodie di altri film ancora più evidenti. Il film ebbe un ottimo successo al botteghino e la critica rivalutò subito i creatori. Dello stesso tenore furono anche gli altri due film prodotti negli anni settanta, La Pantera Rosa sfida l'ispettore Clouseau (1976), e La vendetta della Pantera Rosa (1978) ed entrambi danno più spazio a Sellers che diventa sempre più comico e arricchisce il carattere del suo personaggio.

### Anni ottanta e novanta
Venne programmato un altro sequel: The romance of the Pink Panther (Il romanzo della Pantera Rosa), scritto da Peter Sellers, la cui produzione era prevista per il 1980 ma non venne mai realizzato a causa della morte dell'attore. Venne comunque realizzato un film di montaggio, Sulle orme della Pantera Rosa (1982), impiegando scene inedite tratte dalla produzione di La Pantera rosa sfida l'ispettore Clouseau, inserite all'interno di un nuovo film girato appositamente per integrarle. Il personaggio di Clouseau, scompare in un disastro aereo, sul quale vengono svolte le indagini da tutto il corpo di polizia francese.
Il personaggio ritornò l'anno successivo ne Il mistero Clouseau (1983), dove un poliziotto statunitense cerca di ritrovare Clouseau e il famoso diamante che dà il nome alla serie; con l'espediente di una plastica facciale, il personaggio di Clouseau ritorna impersonato da Roger Moore. Nel 1993 Il figlio della Pantera Rosa invece, compare un presunto figlio illegittimo di Clouseau. Entrambi questi due seguiti hanno diverse gag o situazioni ricavate dalla sceneggiatura di The Romance.

### Anni 2000
Il personaggio ritorna nel 2006 in un remake, La Pantera Rosa, diretto da Shawn Levy, con Steve Martin nei panni dell'ispettore. Il film è ambientato 40 anni dopo il primo episodio e ignora gli eventi cronologici presenti nei film precedenti. Segue poi La Pantera Rosa 2 nel 2009.

## Caratteristiche del personaggio

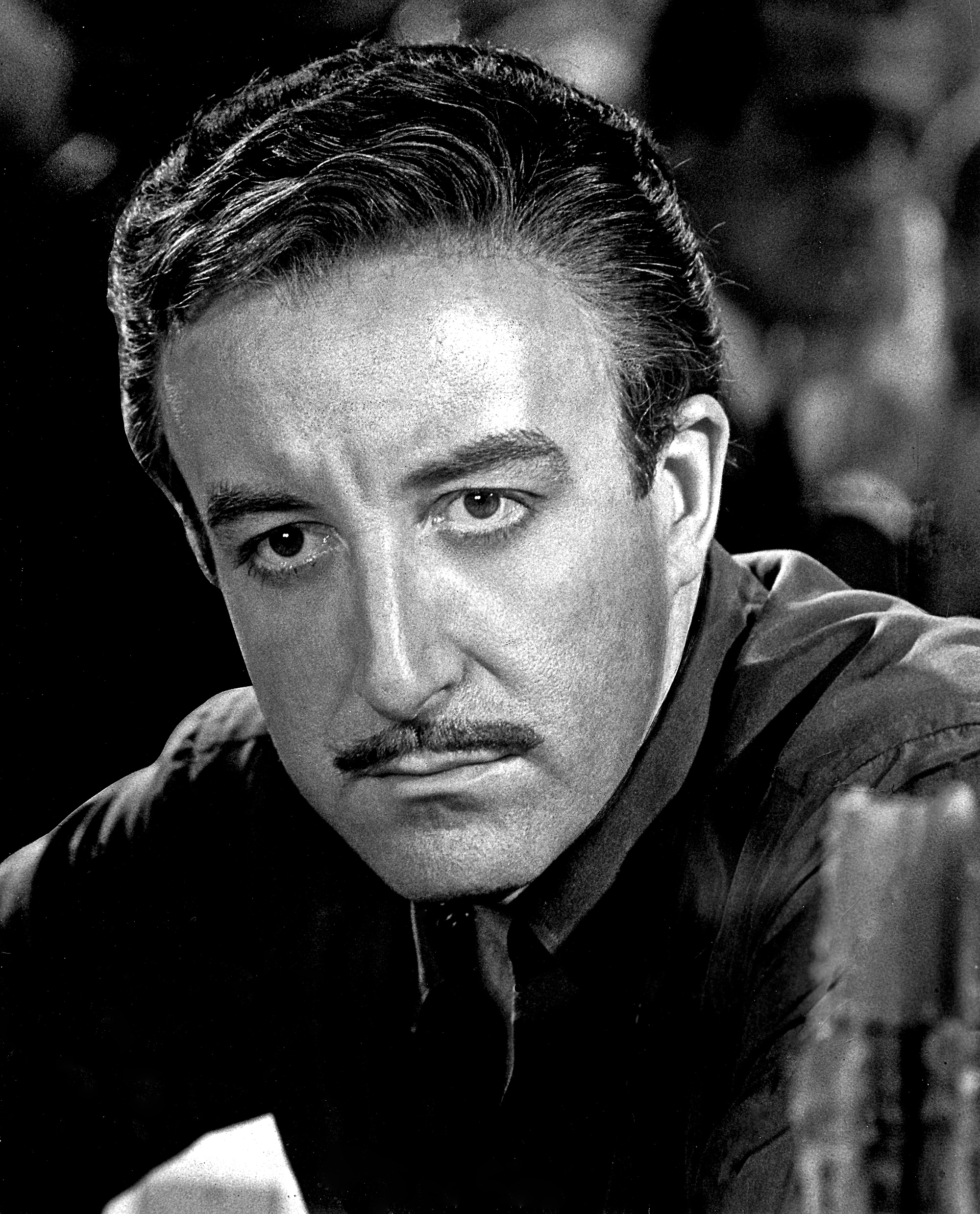
Peter Sellers negli anni Sessanta

Jacques Clouseau nasce in Francia prima della Seconda guerra mondiale. Dopo il conflitto mondiale, è costretto a vivere di espedienti, dato che non ha mai conosciuto i suoi genitori. Con la sua passione per lo spionaggio e l'azione riesce a entrare nel corpo di agenti segreti di Parigi sebbene la sua goffaggine sia ben evidente. Si tratta di un imbranato totale, completamente inetto e pasticcione che ne combina di tutti i colori, anche se alla fine di un incarico riesce sempre a risolvere la situazione.
Clouseau indossa sempre un impermeabile color marroncino chiaro e un cappello e tiene sempre in tasca una vistosa lente di ingrandimento. Ha anche la passione per il violino che prova a suonare nel tempo libero sebbene non ne sia capace. Ha una cattiva pronuncia del francese, che a volte rischia di confondere con i neologismi della lingua americana o italiana. Ad esempio egli chiede in un albergo: "Avete una stònza?" e nessuno capisce cosa voglia. Quando il portiere comprende che lui vuole una stanza, Clouseau irritato risponde: "So perfettamente quel che ho detto! Non mi faccia perdere tempo!".
Ha un cameriere personale, il giapponese Kato, che usa anche per allenarsi alla lotta e a rispondere agli agguati; secondo Clouseau studiare le arti marziali giapponesi è un buon metodo per difendersi dai suoi nemici quando ce ne sarà l'occasione. Ogni volta che rincasa, Kato adotta ogni possibile travestimento per coglierlo di sorpresa. Alla reazione di Clouseau buona parte dell'arredamento della casa va in frantumi; alla fine del combattimento, Clouseau dà dei consigli a Kato su come mimetizzarsi meglio per i prossimi attacchi.
A causa delle stupidaggini dell'ispettore Clouseau, il suo superiore Dreyfus incomincia a impazzire e a non sopportarlo più. In certi casi come nei film: La Pantera Rosa colpisce ancora o La vendetta della Pantera Rosa, arriva addirittura a pensare di ucciderlo, finendo prima in manicomio e poi creando un potente raggio laser in grado di disintegrarlo; in una scena del secondo film egli, credendo che Clouseau sia morto in una missione in Oriente, si mette a pronunciare la sua orazione funebre in chiesa, finendo con il piangere per il troppo ridere. La gente, credendo che Dreyfus sia commosso per la scomparsa del suo prediletto agente, scoppia anch'essa in lacrime.

## Onorificenze fittizie
Nell'ambito della finzione cinematografica, Clouseau è stato insignito delle seguenti onorificenze.

## Filmografia
- La Pantera Rosa (The Pink Panther, 1963)
- Uno sparo nel buio (A shot in the dark, 1964)
- L'infallibile ispettore Clouseau (Inspector Clouseau, 1968) – film non canonico
- La Pantera Rosa colpisce ancora (The return of the Pink Panther, 1975)
- La Pantera Rosa sfida l'ispettore Clouseau (The Pink Panther strikes again, 1976)
- La vendetta della Pantera Rosa (Revenge of the Pink Panther, 1978)
- Sulle orme della Pantera Rosa (Trail of the Pink Panther, 1982)
- Pantera Rosa - Il mistero Clouseau (Curse of the Pink Panther, 1983)
- Il figlio della Pantera Rosa (Son of the Pink Panther, 1993)
- La Pantera Rosa (The Pink Panther, 2006)
- La Pantera Rosa 2 (The Pink Panter 2, 2009)

## Interpreti
- Peter Sellers, in tutti i film fino al 1982, ad eccezione de L'infallibile ispettore Clouseau
- Alan Arkin, solo in L'infallibile ispettore Clouseau – film non canonico
- Roger Moore, solo in Pantera Rosa - Il mistero Clouseau
- Steve Martin, in La Pantera Rosa del 2006 e La Pantera Rosa 2 del 2009